# Рогізна (Володарська селищна громада)
Рогі́зна — село у Володарській селищній громаді Білоцерківського району Київської області.

## Географія
Село розташоване на відстані 12 км від смт. Володарки, на берегах лівої притоки Росі, річки  Рогозянки, в довгому покрученому яру, який в'ється батогом між горбами, між зеленими терасами; від яру на всі боки розбіглись, неначе гілки дерева, глибокі рукави й поховались десь далеко в полях. На дні кожного яру виблискують ставочки в очеретах і рогозах, зеленіють левади. Греблі обсаджені віковими вербами. В глибокому яру ніби в'ється оксамитове зелене намисто з венеціанського скла з вкрапленнями срібного кольору. Рядки хат попід горбами, неначе рядки перлів в намисті. Коло хат стеляться городи та левади, не завжди огороджені тинами, один город відділяється від іншого тільки рядком лісосмуги або межами.
На схилах горбів кругом яру зеленіють поля, як барвисті моря, вкриті хвилями. Глядиш на них, і здається, ніби хтось накрив ці пагорби різнокольоровими стрічками. В ясний літній день вони сяють, а в долинах чорніють. Зранку над долинами стоїть сивий туман і здається ніби вони дихають холодком і вогкістю.

## Населення

### Мова
Розподіл населення за рідною мовою за даними перепису 2001 року:
| Мова       | Кількість | Відсоток |
| ---------- | --------- | -------- |
| українська | 602       | 99.18%   |
| російська  | 5         | 0.82%    |
| Усього     | 607       | 100%     |

## Історія
Село виникло як козацький хутір у 16 столітті. Назва походить від однойменної річки на берегах якої воно знаходиться, а тієї у свою чергу – від водяної рослини, зарослі якої дуже поширені у цій місцевості.
Станом на 1885 рік у колишньому власницькому селі Володарської волості Сквирського повіту Київської губернії мешкало 1503 особи, налічувалось 238 дворових господарства, існували православна церква, школа, постоялий будинок і 2 водяних млини.
За переписом 1897 року кількість мешканців зросла до 2036 осіб (1018 чоловічої статі та 1018 — жіночої), з яких 2007 — православної віри.
Голодомор 1932—1933 років.
В складних умовах проходила сівба 1932 року. На польових роботах коней замінили коровами. Хліб нового врожаю одразу здали державі, навіть на насіння нічого не залишилося. Колгоспників майже 6 місяців тримали без хліба. До літа кожен працюючий у полі забезпечувався громадським харчуванням. Навіть для дітей колгоспників існували майданчики. З літа 1932 колгоспники повинні були приносити хліб з собою, бо колгосп не виконував державних завдань по заготівлі хліба нового врожаю. В жовтні 1932 року розпочалось масове вилучення зерна у селян, посилено репресії проти заможних селян, накладено санкції на торгівлю худобою і картоплею. В червні місяці 1933 року с. Рогізна (колгосп «Перемога», голова колгоспу Малишко, голова сільської ради Паламарчук) було занесене на «чорну дошку», про що писала газета «Голос Володарщини» в № 51, 52 від 21 та 26.06.33 року. В таких умовах вижити стало проблематично. Щоб не померти з голоду, люди масово перейшли на вживання в їжу сурогатів: кори дерев, дохлих тварин і пташок. З настанням відлиги весною 1933 року розпочалися кишково-шлункові захворювання, які й прискорили настання смерті. У 1932-1933 роках в селі Рогізна голодною смертю померли 603 особи. 26 жовтня 2004 року за спільним рішенням сесії та керівників сільськогосподарських підприємств с. Рогізна на місці масових поховань жертв Голодомору 1932-1933 років встановлено стелу. Автор – скульптор, житель села Косівка Зоренко І.Я. Мартиролог жителів с. Рогізна – жертв Голодомору 1932-1933 років укладено за архівними даними (ДАКО, фр-5634, оп. 1. спр. 312, арк. 190-192) та свідченнями очевидців Панасюк Г.Ф., 1927 р.н. (запис 2006 року Палківської Л.О., вчительки початкових класів Рогізнянського НВО "ЗОШ І-ІІст. – ДНЗ", Карпенка О.К., 1915 р.н., та Погришевського І.І., 1919 р.н., записаними в 1989 році Бурлакою Оленою Іванівною, видатним вчителем історії Володарської ЗОШ І-ІІІ ст. № 2). В мартирологу в алфавітному порядку мовою оригіналів записані при наявності даних прізвище, ім’я, по батькові, соціальний стан чи вид занять, родинні стосунки, дата або рік смерті, вік, причина смерті.
В селі загинули голодною смертю понад 600 жителів.

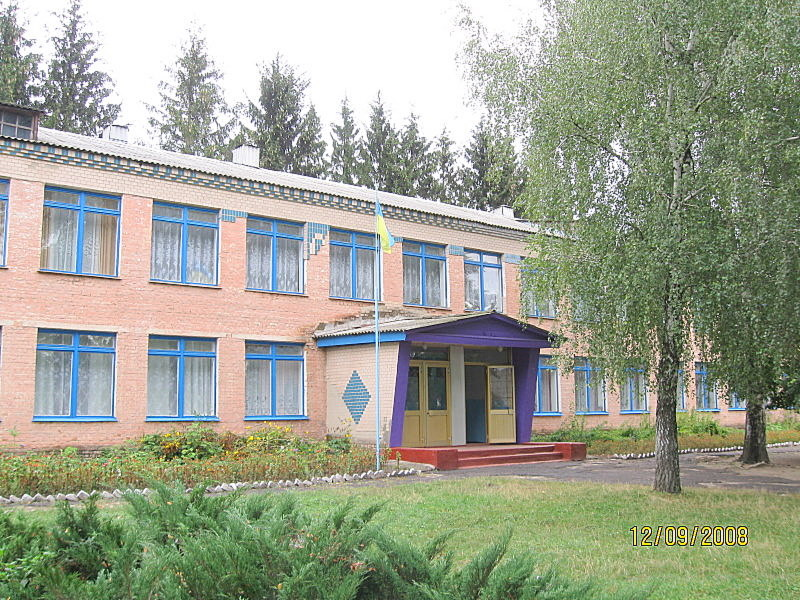
Будівля колишньої сільської школи
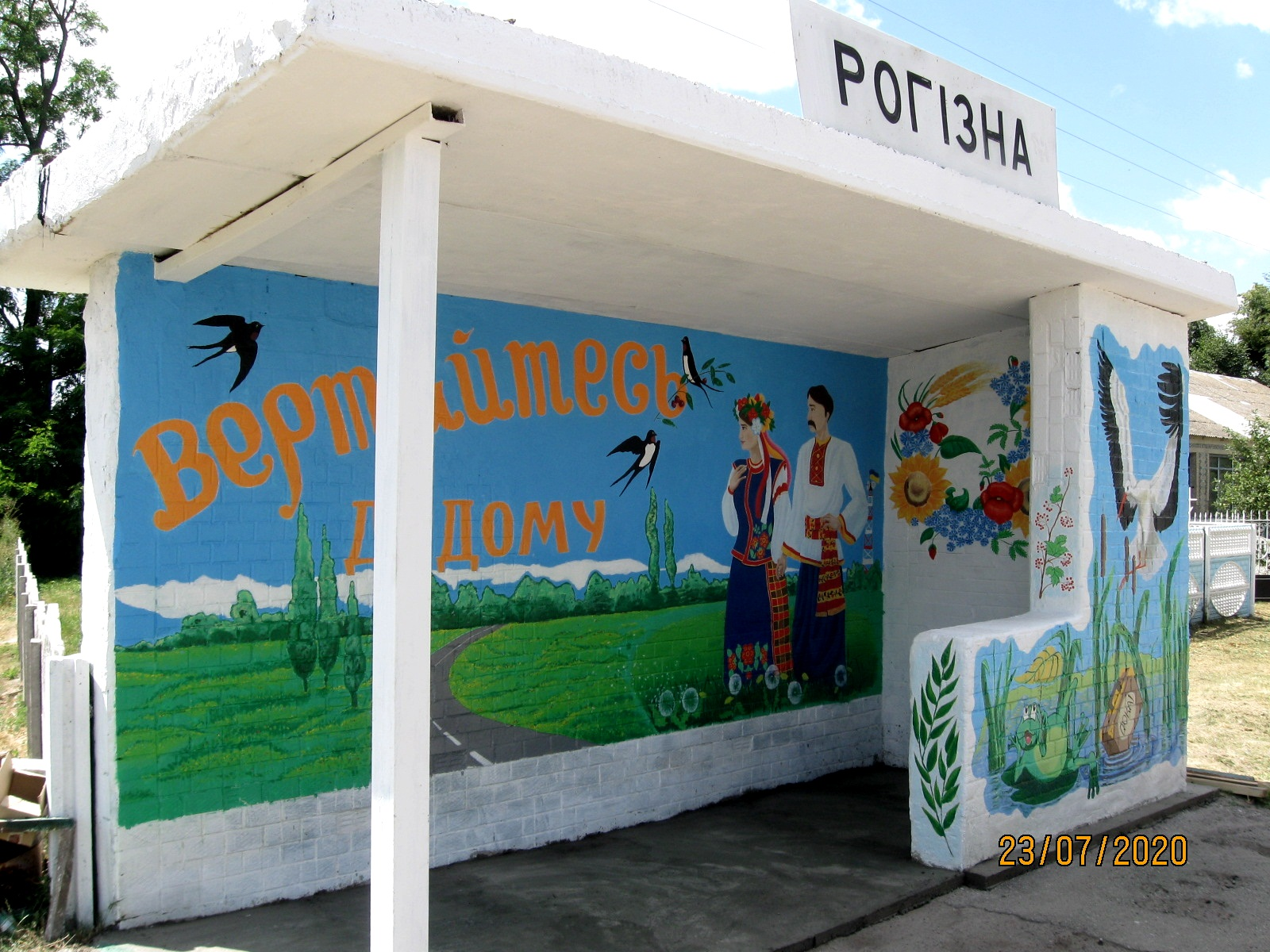
Зупинка в Рогізні
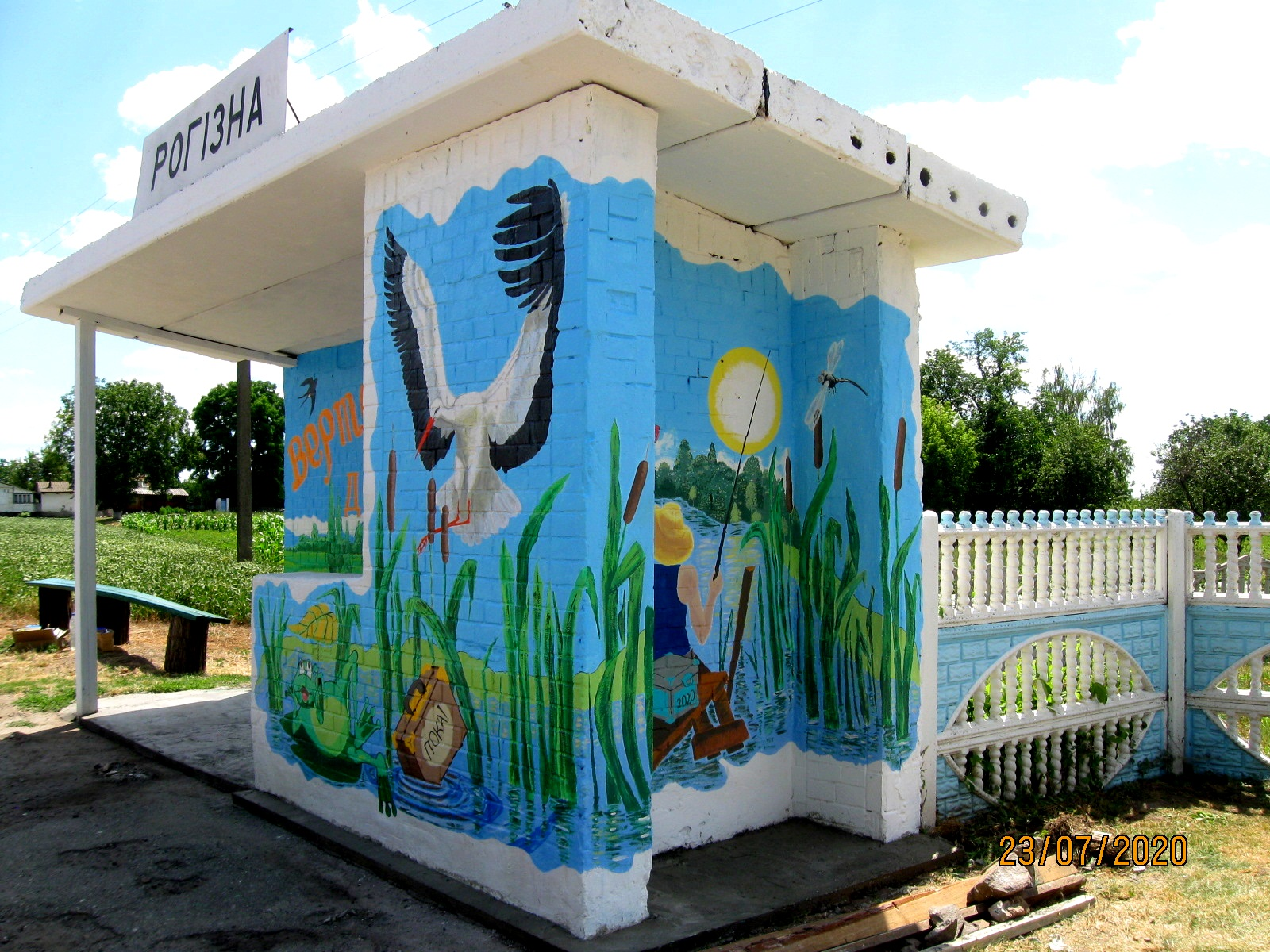
Зупинка в Рогізні

## Ксендзюк Олександр
В селі народився Полонський Євген Павлович (1923—1993) — український живописець.